# Евразийская группа по противодействию легализации преступных доходов и финансированию терроризма
Евразийская группа по противодействию легализации преступных доходов и финансированию терроризма (ЕАГ) — региональная группа по типу ФАТФ, государствами-участниками которой являются Беларусь, Индия, Казахстан, Китай, Кыргызстан, Россия, Таджикистан, Туркменистан и Узбекистан. Статус наблюдателя в ЕАГ предоставлен 15 государствам и 22 международным и региональным организациям. 

## История
Евразийская группа по противодействию легализации преступных доходов и финансированию терроризма (ЕАГ) была образована 6 октября 2004 года на Учредительной конференции в Москве с участием шести государств-учредителей: Беларуси, Казахстана, Китая, Кыргызстана, России и Таджикистана. В 2005 году в ЕАГ в качестве государства-члена вошёл Узбекистан, ранее имевший статус наблюдателя в ЕАГ. В 2010 году государствами-членами ЕАГ стали Туркменистан и Индия, до этого участвовавшие в деятельности группы в качестве наблюдателей.
Создание ЕАГ для стран евразийского региона, не входивших в существующие региональные группы по типу ФАТФ, было призвано сыграть важную роль в деле снижения угрозы терроризма и обеспечения прозрачности, надежности и безопасности финансовых систем государств региона, а также вовлечения государств региона в международную систему противодействия отмыванию денег и финансированию терроризма (ПОД/ФТ). Важно было организовать в рамках новой структуры работу по техническому содействию государствам — членам ЕАГ в создании национальных систем ПОД/ФТ.
Впервые Россия выступила с инициативой по учреждению ЕАГ на Пленарном заседании ФАТФ в октябре 2003 года, затем этот вопрос обсуждался в феврале 2004 года на международном совещании «Сотрудничество государств-участников СНГ в сфере противодействия отмыванию преступных доходов и финансированию терроризма» с участием представителей стран СНГ и Китая, а также ряда международных организаций. Получив одобрение, Россия вынесла своё предложение на рассмотрение Совета министров иностранных дел государств — участников СНГ. СМИД СНГ принял решение поддержать инициативу Российской Федерации и рекомендовал заинтересованным государствам провести учредительную конференцию по созданию региональной группы по типу ФАТФ, что было реализовано 6 октября 2004 года.
Россия взяла на себя содержание секретариата ЕАГ и финансирование иной деятельности ЕАГ.
Новой вехой развития для ЕАГ стало подписание 16 июня 2011 г. межправительственного соглашения о Евразийской группе по противодействию легализации преступных доходов и финансированию терроризма. Соглашение утвердило статус Группы как межправительственной организации, с собственным бюджетом, функционирующей на принципах равного участия государств – членов в её деятельности. Процедура подписания состоялась в рамках XIV Пленарного заседания ЕАГ, которое проходило в Москве в июне 2011 г. Изменения коснулись и Секретариата группы. Первоначально, Секретариат ЕАГ был создан решением Учредительной конференции 6 октября 2004 г. и был призван выполнять координационные функции, связанные с реализацией основных направлений работы. На первоначальном этапе развития Группы всю техническую помощь организации предоставляла Российская Федерация, а сотрудниками Секретариата до 2012 г. выступали представители Росфинмониторинга. 14 февраля 2012 года в Париже было подписано соглашение о пребывании Секретариата ЕАГ на территории Российской Федерации. В том же году в Москве начал работу обновленный Секретариат из граждан государств-членов ЕАГ.

## Цели и задачи
Основной целью ЕАГ является обеспечение эффективного взаимодействия и сотрудничества на региональном уровне и интеграции государств-членов ЕАГ в международную систему противодействия легализации преступных доходов и финансированию терроризма в соответствии с Рекомендациями ФАТФ и стандартами противодействия отмыванию денег и финансированию терроризма других международных организаций, участниками которых являются государства-члены ЕАГ.
Основными задачами ЕАГ являются:
— содействие во внедрении государствами — членами 40 Рекомендаций ФАТФ в сфере противодействия легализации преступных доходов, противодействия финансирования терроризма и финансирования распространения оружия массового уничтожения;
— разработка и проведение совместных мероприятий, направленных на противодействие отмыванию преступных доходов и финансированию терроризма;
— осуществление программы взаимной оценки государств — членов на базе 40 Рекомендаций ФАТФ, включая изучение эффективности законодательных и иных мер, принимаемых в сфере противодействия легализации преступных доходов и финансированию терроризма;
— координация программ международного сотрудничества и технического содействия со специализированными международными организациями, структурами и заинтересованными государствами;
— анализ типологий в сфере легализации преступных доходов и финансирования терроризма и обмен опытом противодействия таким преступлениям с учетом особенностей региона.

## Деятельность
Деятельность ЕАГ направлена на оказание содействия государствам региона в создании надлежащих правовых и институциональных основ противодействия отмыванию денег и финансированию терроризма, соответствующих стандартам ФАТФ.
В рамках этой деятельности ЕАГ проводит взаимные оценки соответствия национальных систем ПОД/ФТ своих государств международным стандартам, анализирует типологии в сфере легализации преступных доходов и финансирования терроризма с учетом особенностей евразийского региона, а также реализует программы технического содействия государствам-членам группы, включая обучение кадров.

### Рабочие группы[1]
По решению Пленарного заседания могут создаваться Рабочие группы по отдельным направлениям деятельности ЕАГ, которые в соответствии с установленной сферой компетенции представляю отчеты Пленарному заседанию.
На сегодняшний день по решению Пленарного заседания для выполнения основных задач ЕАГ образованы и функционируют следующие Рабочие группы:
- Рабочая группа по взаимным оценкам и правовым вопросам (РГОП)
- Рабочая группа по типологиям и противодействию финансированию терроризма и преступности (РГТИП)
- Рабочая группа по техническому содействию (РГТС)

### Мероприятия
Мероприятия, проводимые в рамках Евразийской группы по противодействию легализации преступных доходов и финансированию терроризма, направлены на достижения целей и задач группы.
Наиболее значимыми с точки зрения своих результатов и их влияния на развитие ЕАГ как региональной группы по типу ФАТФ являются:
- пленарные заседания ЕАГ;
- официальные визиты руководства ЕАГ и представителей государств — членов ЕАГ;
- консультации с частным сектором государств — членов ЕАГ.

### Международное сотрудничество
В качестве реакции на возрастающие угрозы международной стабильности и безопасности со стороны транснациональной организованной преступности международным сообществом организована глобальная система противодействия отмыванию преступных доходов и финансированию терроризма.
Деятельность соответствующих международных и региональных организаций и групп в сфере противодействия отмыванию денег и финансированию терроризма направлена на разработку и внедрение международных стандартов ПОД/ФТ, регулирование международного сотрудничества в этой сфере и осуществление программ оказания технического содействия.
Наибольшее влияние на развитие международной системы ПОД/ФТ оказывают:
- ФАТФ
- региональные группы по типу ФАТФ
- Всемирный банк
- Международный валютный фонд
- Управление ООН по наркотикам и преступности
- Группа подразделений финансовой разведки «Эгмонт»

Важность международного сотрудничества в сфере ПОД/ФТ признана государствами — членами ЕАГ при подписании Декларации об учреждении Евразийской группы по противодействию легализации преступных доходов и финансированию терроризма в Москве 6 октября 2004 года, а обеспечение эффективного взаимодействия и сотрудничества на региональном уровне и интеграции государств — членов ЕАГ в международную систему ПОД/ФТ названо в Вопросах компетенции ЕАГ основной целью Группы.
В этой связи одной из основных задач ЕАГ является координация программ международного сотрудничества и технического содействия со специализированными международными организациями, структурами и заинтересованными государствами.
ЕАГ поступательно развивает сотрудничество с различными международными и региональными организациями и структурами, занимающимися вопросами противодействия легализации преступных доходов и финансированию терроризма, и ведет диалог с отдельными государствами, которые получили статус наблюдателя в ЕАГ.
Евразийская группа по противодействию легализации преступных доходов и финансированию терроризма имеет статус ассоциированного члена ФАТФ с июня 2010 года.
Три государства-члена ЕАГ — Китай, Россия и Индия — являются также членами ФАТФ. При этом Россия до марта 2022 года имела членство в Европейской региональной группе по типу ФАТФ — МАНИВЭЛ. Китай и Индия входят в Азиатско-Тихоокеанскую группу по борьбе с отмыванием денег (АТГ). Россия выступает наблюдателем в АТГ.

### Взаимные оценки
Основная роль региональных групп по типу ФАТФ (РГТФ) заключается в проведении взаимных оценок соответствия национальных систем ПОД/ФТ своих государств стандартам ФАТФ на основе Методологии ФАТФ. Под взаимностью подразумевается, что представители всех государств — членов РГТФ оценивают другие государства-члены по очереди в соответствии с графиком оценок.
В соответствии с решением Пленарного заседания ЕАГ в качестве основы для взаимных оценок используется Методология ФАТФ по оценке соответствия стандартам в сфере ПОД/ФТ, регулярно дорабатываемая и обновляемая ФАТФ. Данной Методологией при проведении оценок национальных систем ПОД/ФТ руководствуются МВФ, Всемирный банк и все региональные группы по типу ФАТФ.
В целях разъяснения Методологии в рамках ФАТФ одобрены Инструкция для экспертов-оценщиков по её использованию при проведении взаимных оценок, а также документ, регламентирующий организационные, процедурные вопросы проведения этих оценок.
ЕАГ признает результаты оценок государств-членов, проведённых другими структурами, такими как ФАТФ, МВФ, Всемирный банк и РГТФ, и учитывает их при планировании собственных взаимных оценок, что позволяет ЕАГ проводить взаимные оценки своих государств-членов совместно с другими международными и региональными организациями и структурами.
Хронология первого раунда взаимных оценок ЕАГ:
- в июне 2007 года завершилась оценка ЕАГ Кыргызстана;
- в декабре 2007 года завершилась оценка ФАТФ/ЕАГ Китая ;
- в июле 2008 года завершилась оценка России с участием ФАТФ, МАНИВЭЛ и ЕАГ;
- в декабре 2008 года завершилась оценка ЕАГ Беларуси и Таджикистана;
- в июне 2010 года завершилась оценка Индии с участием ФАТФ и АТГ;
- в июне 2010 года завершилась оценка ЕАГ Узбекистана;
- в июне 2011 года завершились оценки ЕАГ Казахстана и Туркменистана.

В рамках второго раунда взаимных оценок ЕАГ проведены следующие оценки по новым стандартам и методологии ФАТФ:
- в мае 2018 года завершилась оценка ЕАГ Кыргызстана;
- в ноябре 2018 года завершилась оценка ЕАГ Таджикистана;
- в июне 2019 года завершилась оценка МВФ Китая;
- в октябре 2019 года завершилась оценка ФАТФ России;
- в ноябре 2019 года завершилась оценка ЕАГ Беларуси;
- в мае 2022 года завершилась оценка ЕАГ Узбекистана;
- оценки Индии, Казахстана и Туркменистана планируется завершить в 2023 году.

### Исследование типологий
ЕАГ проводит исследование типологий (наиболее распространенных схем) легализации преступных доходов и финансирования терроризма, характерных для евразийского региона. Результаты типологических исследований позволяют выявлять наиболее высокорисковые зоны и секторы, выстраивать эффективную методологию управления рисками.
Приоритетные для региона темы исследования типологий определяются участниками Пленарных заседаний ЕАГ.
Евразийская группа распространяет результаты исследований в правоохранительные и надзорные органы, а также институты частного сектора.
Помимо исследовательской работы, ЕАГ проводит семинары по типологиям, региональные форумы, тренинги и совместные мероприятия по типологиям с ФАТФ и другими РГТФ.
Актуальные типологии размещаются на закрытой части сайта ЕАГ и распространяются среди правоохранительных и других компетентных органов, готовятся отдельные части для институтов частного сектора.
С учетом международного характера и современных масштабов отмывания денег и финансирования терроризма, представляющих глобальную угрозу международной безопасности, ЕАГ организовано взаимодействие в исследовании типологий с ФАТФ и другими региональными группами по типу ФАТФ, в том числе в рамках совместных семинаров по типологиям.

### Техническое содействие
Одним из ключевых направлений деятельности ЕАГ является оказание технического содействия в области становления и развития подразделений финансовой разведки и совершенствования национальных режимов ПОД/ФТ в государствах — членах ЕАГ, в том числе в вопросах подготовки кадров.

Техническое содействие представляет собой комплекс мер по передаче знаний в области ПОД/ФТ с целью создания условий для интеграции национальных систем ПОД/ФТ государств — членов ЕАГ в мировую систему ПОД/ФТ.

ЕАГ осуществляет координацию программ международного сотрудничества и технического содействия со специализированными международными организациями, структурами и заинтересованными государствами, а также ведет их учет при подготовке программ технического содействия государствам — членам ЕАГ. 

Целью технического содействия является:
- повышение эффективности взаимодействия национальных подразделений финансовой разведки на равноправной и взаимовыгодной основе;
- создание четких и эффективных механизмов для быстрого и конструктивного сотрудничества между странами-партнерами, а также создание понятных и эффективных условий для обмена информацией;
- обобщение и использование лучших практик в сфере функционирования национальных ПФР в государствах — членах ЕАГ;
- обеспечение соответствия национальных информационных систем ПФР стандартам ФАТФ и Группы «Эгмонт»;
- выравнивание уровня компетенций специалистов национальных систем ПОД/ФТ в государствах — членах ЕАГ.

Основные направления технического содействия:
- разработка проектов законодательных и подзаконных актов в области ПОД/ФТ;
- создание и модернизация подсистемы сбора, хранения и первичной обработки данных;
- подготовка кадров для национальной системы ПОД/ФТ;
- содействие по линии развития информационной работы;
- создание Единого информационного пространства государств — участников ЕАГ.

## Структура
- Пленарное заседание ЕАГ
- Председатель ЕАГ
- Заместитель председателя ЕАГ
- Рабочие группы
- Секретариат ЕАГ